# Чемпіонат України з гандболу серед жінок 2022—2023
Чемпіонат України з гандболу серед жінок (жіноча Суперліга) 2022/2023 — тридцять перший чемпіонат України. Попри повномасштабну російсько-українську війну Федерацією гандболу України вирішено провести чемпіонати України, але у скороченому форматі та з додатковими заходами безпеки.

## Учасники та терміни проведення
У чемпіонаті брали участь 6 команд. Тривав чемпіонат з 18 листопада 2022 року до 13 травня 2023 року. Через складну ситуацію в регіонах не змогли взяти участь в чемпіонаті херсонська «Дніпрянка» та миколаївський «Реал», натомість долучились 3 команди, які в минулому сезоні виступали у Вищій лізі: «Львівська політехніка-ЛФКС», «БСФК» (Київського обласного спортивного фахового коледжу)  та «ДЮСШ-1-ХНУ».
- «Галичанка» (Львів);
- «Львівська політехніка-ЛФКС» (Львів);
- «Карпати-ШВСМ» (Ужгород);
- «Спартак-ШВСМ» (Київ);
- «БСФК»/«КОСФК» (Бровари);
- «ДЮСШ-1-ХНУ» (Хмельницький).

Чемпіонат проводився за з'їздною системою в один етап з шести турів. Команди були поділені на дві групи за регіональним принципом: група А («Галичанка», «Карпати-ШВСМ» та «Львівська політехніка») і група Б («Спартак-ШВСМ», «БСФК»/«КОСФК», «ДЮСШ-1-ХНУ»). 1-й, 3-й та 5-й тури команди грали з суперниками своєї групи, а 2-й та 4-й та 6-й — сусідньої. Згідно набраних в цих іграх очок було визначено підсумкові місця в чемпіонаті.

## Підсумкова турнірна таблиця
| № | Г | Команда                              | І  | В  | Н | П  | М       | О  |
| - | - | ------------------------------------ | -- | -- | - | -- | ------- | -- |
|   | А | «Галичанка» (Львів)                  | 15 | 14 | 0 | 1  | 518:284 | 28 |
|   | А | «Карпати» (Ужгород)                  | 15 | 11 | 1 | 3  | 595:415 | 23 |
|   | А | «Львівська політехніка-ЛФКС» (Львів) | 15 | 7  | 1 | 7  | 403:399 | 15 |
| 4 | Б | «КОСФК» (Бровари)                    | 15 | 5  | 1 | 9  | 389:519 | 11 |
| 5 | Б | «Спартак-ШВСМ» (Київ)                | 15 | 2  | 4 | 9  | 371:477 | 8  |
| 6 | Б | «ДЮСШ-1-ХНУ» (Хмельницький)          | 15 | 1  | 3 | 11 | 348:530 | 5  |

## Найкращі бомбардири

### Туру
| Тур | Гравець              | Клуб              | Голи |
| --- | -------------------- | ----------------- | ---- |
| 1   | Яна Готра            | «КОСФК»           | 20   |
| 2   | Яна Готра            | «КОСФК»           | 34   |
| 3   | Анастасія Пархоменко | «Спартак-ШВСМ»    | 25   |
| 4   | Анастасія Пархоменко | «Спартак-ШВСМ»    | 29   |
| 5   | Тетяна Соловей       | «ДЮСШ-1-ХНУ»      | 19   |
| 5   | Анастасія Пархоменко | «Спартак-ШВСМ»    | 34   |
| 6   | Катерина Козак       | «Галичанка» Львів | 23   |

### Чемпіонату
| Місце | Гравець               | Клуб           | Голи |
| ----- | --------------------- | -------------- | ---- |
| 1     | Каріна Колодюк        | «Карпати»      | 108  |
| 2     | Анастасія Пархоменко  | «Спартак-ШВСМ» | 98   |
| 3     | Анастасія Оржаховська | «Спартак-ШВСМ» | 91   |
| 4     | Олеся Дяченко         | «Галичанка»    | 85   |
| 5     | Альона Божко          | «Спартак-ШВСМ» | 81   |
| 6     | Валерія Нестеренко    | «Карпати»      | 80   |
| 7     | Анастасія Полєтаєва   | «Карпати»      | 77   |
| 8     | Людмила Мартинюк      | «Галичанка»    | 76   |
| 8     | Дарина Кот            | «Карпати»      | 76   |
| 9     | Тетяна Соловей        | «ДЮСШ-1-ХНУ»   | 71   |
| 10    | Вероніка Алексєєнко   | «ДЮСШ-1-ХНУ»   | 68   |

## Цікаві факти
У цьогорічному голосуванні тренерів та капітанів команд жіночої Суперліги організованому спортивним журналістом Ігорем Грачовим титул Гандболістка року в Україні отримала розігруюча «Галичанка» Мар'яна Маркевич.
Федерація гандболу України також провела голосування серед тренерів та гравців, опитавши по 3 представника кожної команди Суперліги. Кожен респондент повинен був назвати трійку кращих гравчинь Суперліги, за представниць своєї команди голосувати було заборонено. За результатами голосування сформовано рейтинг гравчинь сезону та символічну збірну Суперліги.

### Найкращі гравчині Суперліги
| Місце | Гравець             | Клуб        | Очки |
| ----- | ------------------- | ----------- | ---- |
| 1     | Діана Дмитришин     | «Галичанка» | 27   |
| 2     | Каріна Колодюк      | «Карпати»   | 21   |
| 3     | Ірина Прокоп'як     | «Галичанка» | 17   |
| 4     | Мар'яна Маркевич    | «Галичанка» | 16   |
| 5     | Анастасія Полєтаєва | «Карпати»   | 15   |

### Символічна збірна
| Амплуа           | Гравець              | Клуб                         |
| ---------------- | -------------------- | ---------------------------- |
| воротарка        | Вікторія Салтанюк    | «Галичанка»                  |
| ліва крайня      | Юлія Гутник          | «Львівська політехніка-ЛФКС» |
| ліва півсередня  | Анастасія Пархоменко | «Спартак-ШВСМ»               |
| центральна       | Мар'яна Маркевич     | «Галичанка»                  |
| права півсередня | Дар'я Кот            | «Карпати»                    |
| права крайня     | Людмила Мартинюк     | «Галичанка»                  |
| лінійна          | Каріна Колодюк       | «Карпати»                    |